# ヒュー・アルジャーノン・ウィーデル

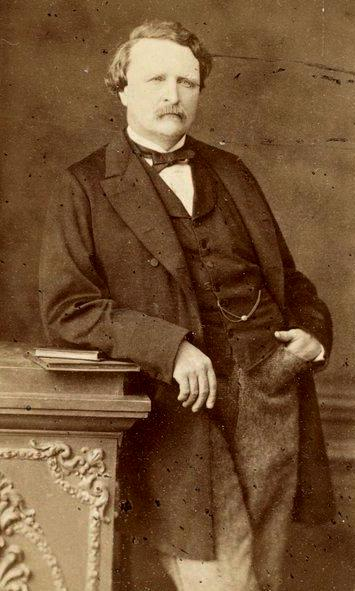
ヒュー・アルジャーノン・ウィーデル

ヒュー・アルジャーノン・ウィーデル（Hugh Algernon Weddell、1819年5月22日 - 1877年7月22日）はイギリス生まれでフランスで働いた植物学者である。南米の植物を専門にした。

## 略歴
イギリス、グロスター近くのペインスウィック（Painswick）に生まれた。フランスのアンリ4世高等学校（Lycée Henri IV）で医学を学び、医学の資格を得た。植物学も学び、アドリアン＝アンリ・ド・ジュシューと多くの植物調査旅行に同行し、エルネスト・コソン（Ernest Cosson）やジャック・ジェルマン・ド・サンピエール（Jacques Germain de Saint-Pierre）と協力して、『パリ近郊の植物』（"Flore des environs de Paris"）の執筆を行った。1843年にカステルノ伯爵、フランソワ・ルイ・ドゥ・ラポルト（François Louis de la Porte, comte de Castelnau）が率いた南米の植物探査に参加した。この探査は5年間続いたが、ウィーデルは1845年5月から単独でペルー、ボリビアの探査を行った。出発前にパリ自然史博物館から、マラリアの特効薬の得られるキナノキや現地の植物の調査を依頼されていたためである。いろいろな自生地を訪れ、15以上の異なるキナノキの種を見つけた。1848年3月にパリに戻った。パリに持ち帰った種子は王立植物園で発芽し、ジャワ島などの栽培に貢献した。パリ自然史博物館の博物学者助手となり、1853年までその仕事を続けた。
1849年に『キニーネの自然誌、Cinchona種のモノグラフ』（"Histoire Naturelle des quinquinas, ou monographie du genre Cinchona"）を出版し、翌年『南米の植物』（"la flore de l’Amérique du Sud"）を出版した。1851年にもペルーへ旅し、1857年にはアルジェリアのオランを訪れた。1853年に『ボリビア北部の旅』（"Voyage dans la Nord de la Bolivie" ）を執筆した。その他の著作に"Chloris andina : essai d’une flore de la région alpine des Cordillères de l’Amérique du Sud"や "Expédition dans les parties centrales de l’Amérique du Sud"がある。 
インコ科の種、Aratinga weddelliiや、クスノキ科の種、Nectandra weddelliiなど多くの植物に献名されている。